# Serafino Petricone
Serafino Petricone (Avezzano, 19 luglio 1931 – L'Aquila, 4 novembre 2016) è stato un politico italiano.

## Biografia
Nato ad Avezzano nel 1931, conseguì la laurea in giurisprudenza a Roma nel 1958 e si trasferì poi all'Aquila. Entrò in politica con la Democrazia Cristiana e fu Presidente della provincia dell'Aquila per due mandati, dal 1975 al 1986; in particolare, l'ultimo mandato continuò per mesi dopo le elezioni del 1985, per l'incapacità di formare una nuova giunta all'interno del Consiglio provinciale.
Si candidò poi al Consiglio regionale alle elezioni regionali del 1985, non risultando eletto: vi subentrò poi nel 1987, mantenendo l'incarico per il resto della consiliatura fino al 1990. Morì all'Aquila nel novembre 2016 all'età di 85 anni.